# Landesgartenschau Apolda 2017
Die Landesgartenschau Apolda 2017 war die vierte Landesgartenschau (LGS) des Bundeslandes Thüringen und fand vom 29. April bis zum 24. September 2017 in der Stadt Apolda statt. Sie fand zusammen mit drei anderen Landesgartenschauen in Deutschland in 2017 statt und stand unter dem Motto Blütezeit Apolda. Das Veranstaltungsgelände bestand hauptsächlich aus zwei Kernzonen, welche sich von der Herressener Promenade über die gesamte Innenstadt und die Bahnhofsvorstadt erstreckten. Somit befand sich das Ausstellungsgelände vorrangig im Zentrum von Apolda, ähnlich wie bei den bisherigen Thüringer Landesgartenschauen.
Am 14. September 2011 beschloss der Stadtrat von Apolda in seiner Sitzung das „Handlungskonzept 2011–2017“. Es basiert auf der Machbarkeitsstudie von 2008 und wurde an die aktuellen finanziellen Verhältnisse der Stadt Apolda angepasst. Außerdem wurden die bereits getätigten Maßnahmen, Grundstücksankäufe und Gebäudeabrisse berücksichtigt.
Die Eröffnung der Landesgartenschau fand am 29. April 2017 durch den Ministerpräsidenten Bodo Ramelow statt.

## Bewerbungsverfahren

### Bewerbung

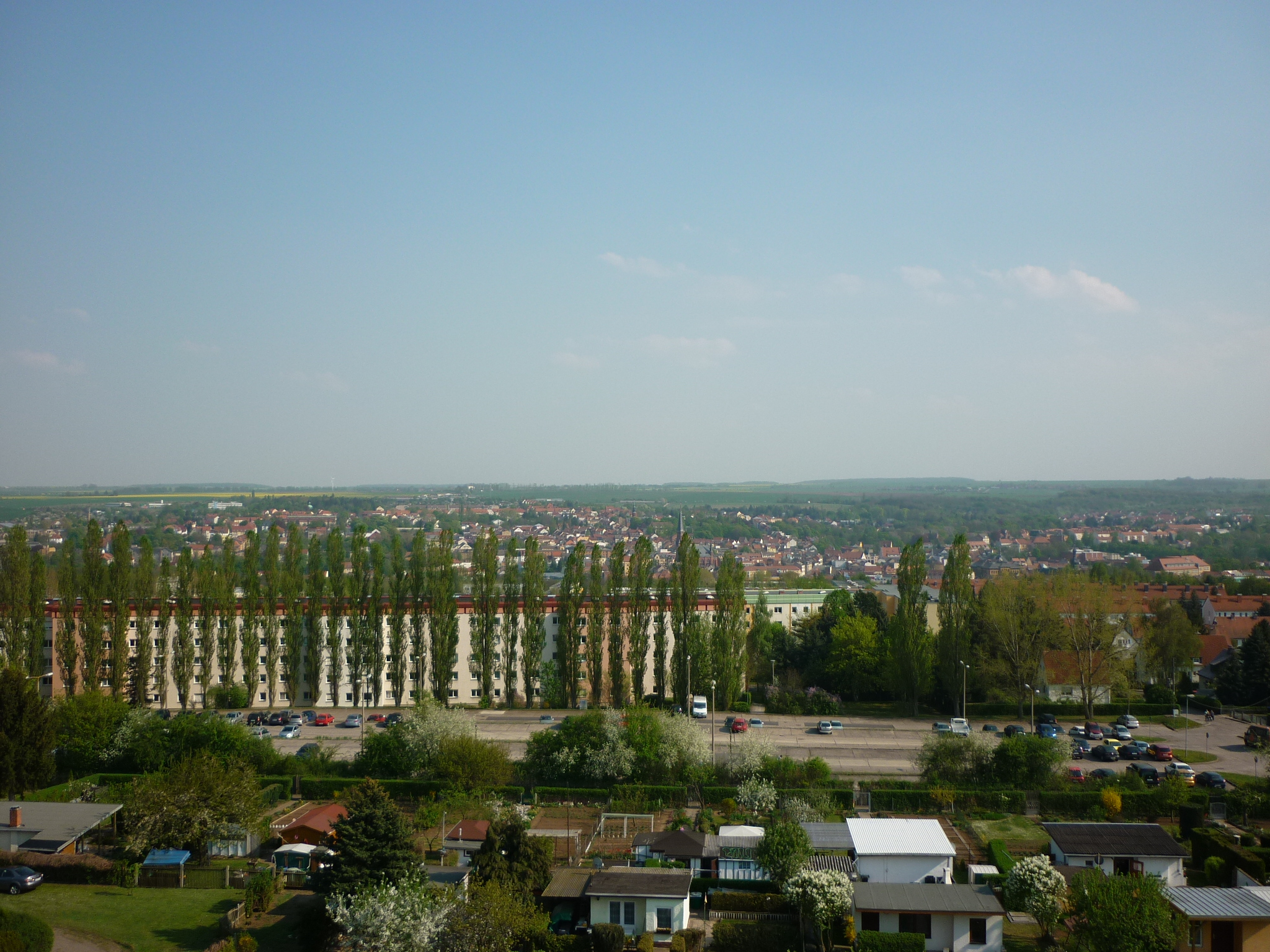
Blick vom Bismarckturm über das Stadtzentrum von Apolda

Der Stadtrat der Stadt Apolda beschloss am 15. November 2000, sich für die Ausrichtung einer Thüringer Landesgartenschau im Jahr 2008 oder später zu bewerben. Mit der Bekanntgabe der Thüringer Landesregierung am 16. Juni 2008, die nächste Landesgartenschau im Jahr 2013 durchzuführen, begannen Anfang 2008 die Planungsvorbereitungen. Durch ein Planungsbüro wurde ein Gesamtkonzept entwickelt, welches am 20. August 2008 dem Stadtrat, lokalen Vereinen und Politikern vorgestellt wurde.
Einen Monat später fand im Stadthaus von Apolda eine Einwohnerversammlung zum Thema Landesgartenschau statt. Dort wurden das Konzept der Bevölkerung vorgestellt sowie Ideen und Gedanken ausgetauscht. Am gleichen Tag, dem 18. September 2008, tagte der Stadtrat nochmals ausschließlich zu diesem Thema, um das Konzept und die Ideen zu konkretisieren. Sechs Tage später erfolgte der mehrheitliche Beschluss, die Bewerbungsunterlagen beim Freistaat Thüringen einzureichen.
Am 10. Dezember 2008 erfolgte die Bereisung der Stadt Apolda durch die Vergabe-Jury. Eigens dafür wurde ein Bus der Personenverkehrsgesellschaft Apolda mit Werbung für die Landesgartenschau gestaltet. Verschiedene Maßnahmen und Orte wurden von markanten Punkten im Stadtbild, beispielsweise vom Bismarckturm, vorgestellt und erläutert. Außerdem wurden Leuchtraketen gezündet, um zu verdeutlichen, wo diese Orte liegen und dass die Kernzonen nur unweit voneinander entfernt sind.

### Zuschlag
Am 27. September 2009 erhielt die südthüringische Stadt Schmalkalden den Zuschlag für die Landesgartenschau 2013. Neben Apolda und Schmalkalden hatten sich auch Jena, Zeulenroda-Triebes und Weißensee für die Ausrichtung beworben. Damit einhergehend bekam Apolda die Option für die LGS 2017. Die Option wurde am 23. November 2010 durch die Thüringer Landesregierung in eine feste Zusage umgewandelt.

## Konzept

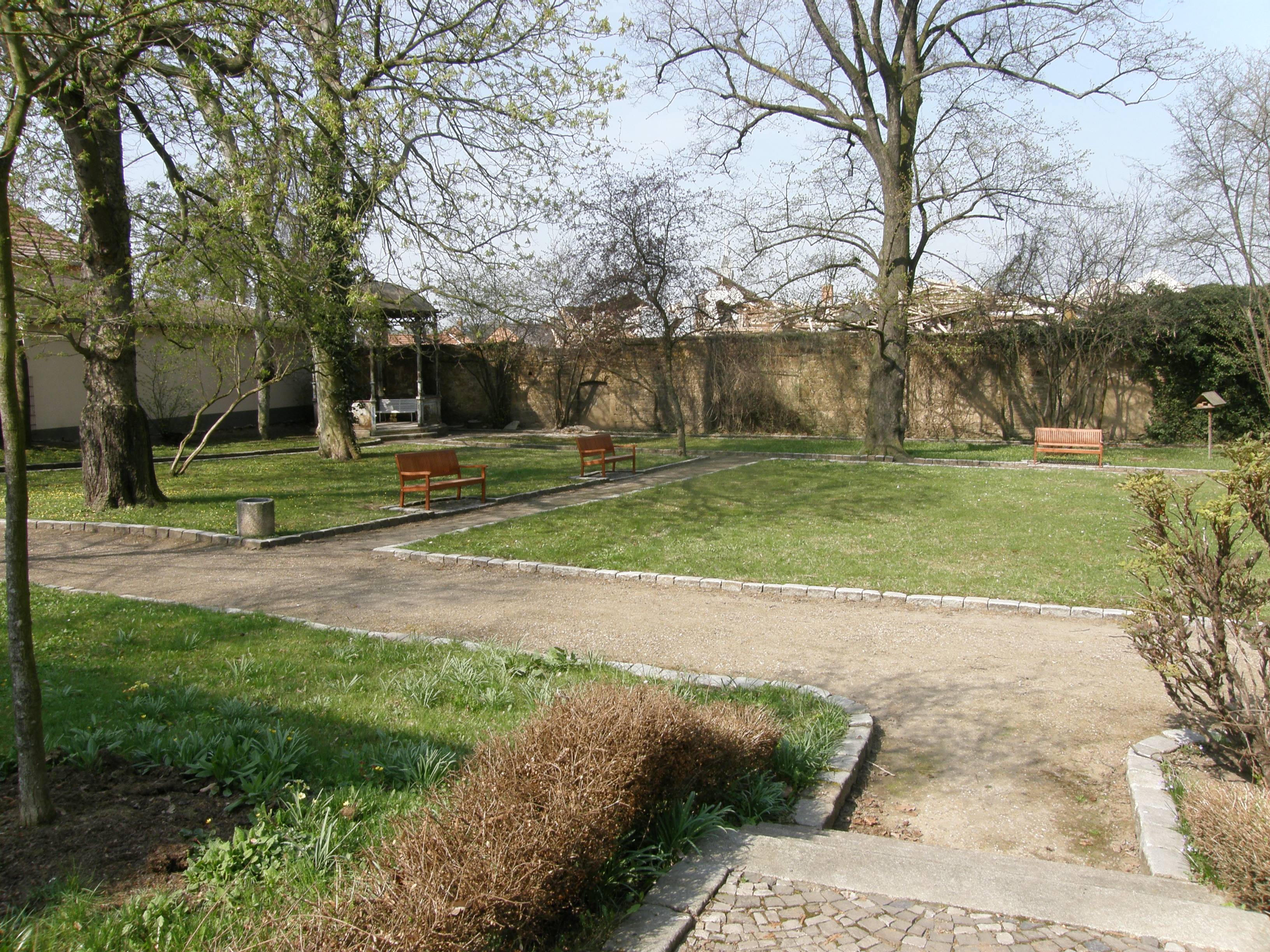
Der Garten des Glockenmuseums wird Teil des neuen Stadtparks in der Bahnhofsvorstadt.

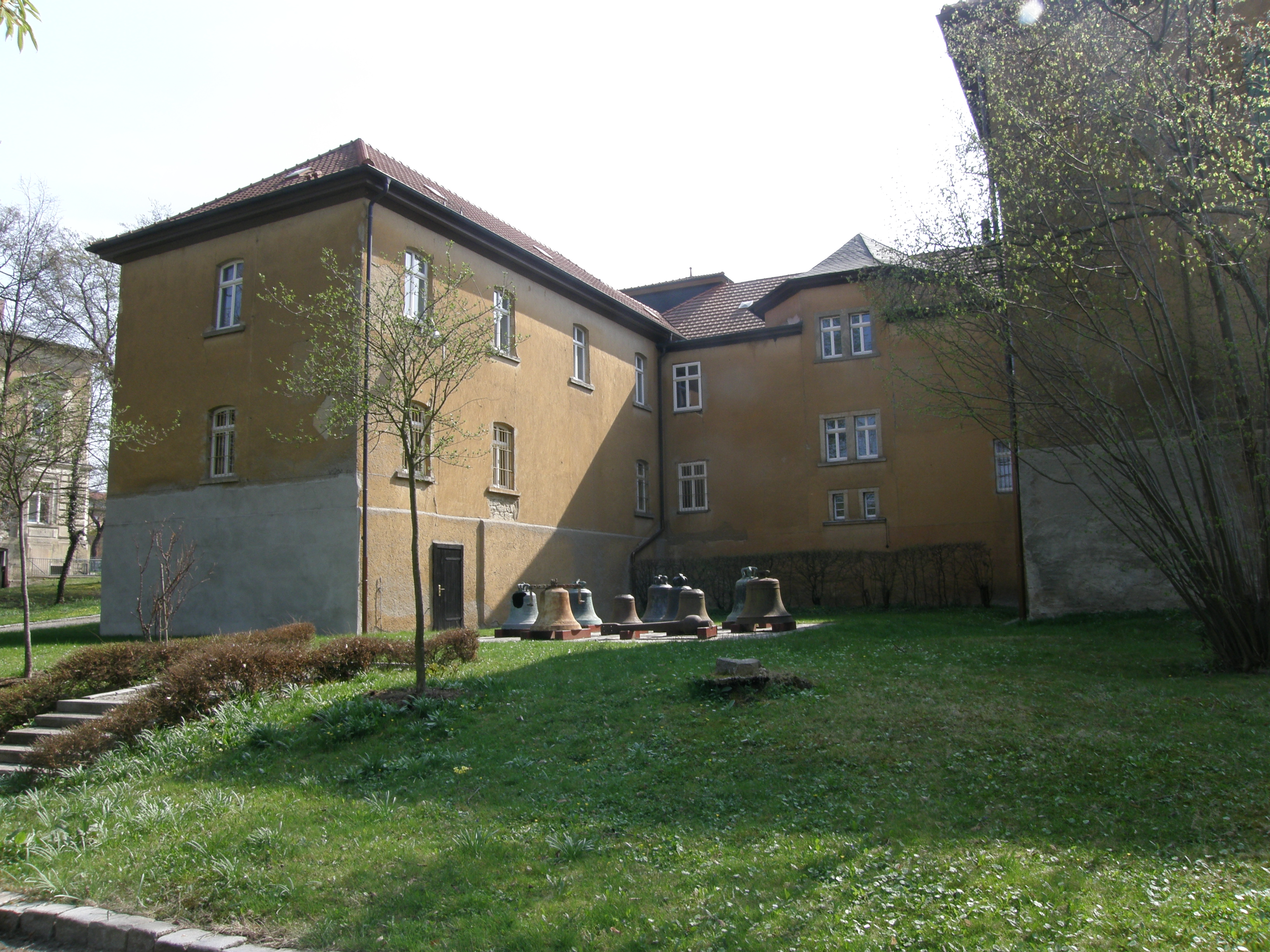
Auch das Museumsgebäude bedarf einer Sanierung im Innen- und Außenbereich.

Das geplante Veranstaltungsgelände erstreckt sich über zwei Kernzonen, welche über die so genannte „Stadtachse“ (Marktplatz, Fußgängerzone und restliche Innenstadt) verbunden sind. Die Entfernung beträgt ungefähr 900 Meter.

### Kernzone I – Bahnhofsvorstadt
Die erste Kernzone umfasst eine ungefähre Größe von 4,5 ha. Auf diesem Gelände sollen vor allem Freiland-Schauen, Ausstellungen/Vorträge sowie Veranstaltungen im Bereich Sport und Spiel stattfinden. Geplant sind Themengärten in den Richtungen Garten- und Landschaftsbau, Grab- und Denkmalgestaltung, Villengärten, Dach- und Fassadenbegrünung u. v. m. Hier liegt auch der Schwerpunkt der Kultur-Blüte (siehe Logo und Leitthema).
Dieser Bereich soll mit Hilfe der Landesgartenschau zu einem kleinen Stadtpark umgebaut werden und künftig das grüne Rückgrat der Bahnhofsvorstadt bilden. Er wird öffentlich zugänglich sein, einen Spielplatz enthalten und in den Sommermonaten auch für kleinere Veranstaltungen genutzt werden können. Am Rand dieses Parks wird Bauland für die Neubauten von Häusern zur Verfügung gestellt.
Zu den geplanten städtebaulichen Maßnahmen zählen hier u. a.:
- Umgestaltung des Bahnhofsgeländes/Anlegen eines P+R-Parkplatzes
- Straßenraumgestaltung entlang der gesamten Bahnhofstraße
- Umfeldgestaltung am Kunsthaus Apolda
- Sanierung der Alten Stadtbibliothek
- Sanierung vom Glocken- und Stadtmuseum
- Sanierung der ehemaligen Kindertagesstätte „Regenbogenhaus“
- Sanierung des Bahnhofsgebäudes:
  - Auf Grund der Internationalen Bauausstellung (IBA) in Thüringen bis 2023 wird die Nutzung des Gebäudes als IBA-Geschäftsstelle diskutiert. Hierdurch könnte das Haus einer nachhaltigen Nutzung zugeführt werden.

### Kernzone II – Herressener Promenade
Die Herressener Promenade mit einer Fläche von 14 ha bildet die zweite Kernzone. Diese soll nach historischem Vorbild erhalten und aufgewertet werden. Hier finden sich auch die Natur-Blüte und die Spiel-Blüte (siehe Logo und Leitthema). Auf diesem Gelände sollen beispielsweise ein Gärtnermarkt und Sonderschauen stattfinden. Eine Freilichtbühne sowie ein Festzelt bilden die Grundlage für die Durchführung von vielfältigen Veranstaltungen. Außerdem werden thematische Flächen zu Umweltschutz, Ökologie, Regenwassernutzung, Wild- und Nutzpflanzen u. a. eingerichtet. Des Weiteren wird hier die Möglichkeit zu Spaziergängen, Rad-Wanderungen und Ausflügen in die Natur geboten.

### „Stadtachse“

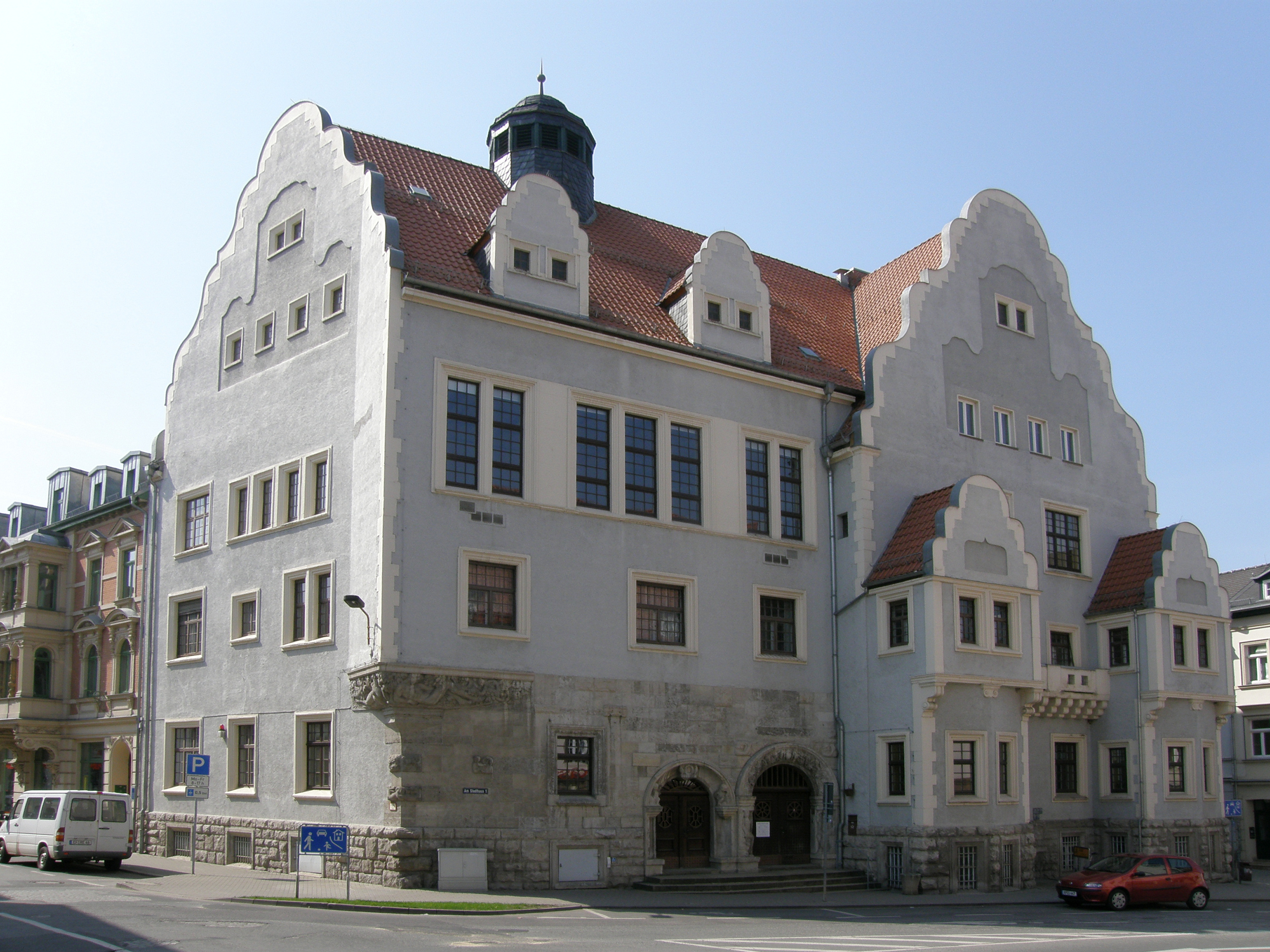
Die Fassade des Stadthauses wird saniert. Im Inneren erfolgt der behindertengerechte Umbau.

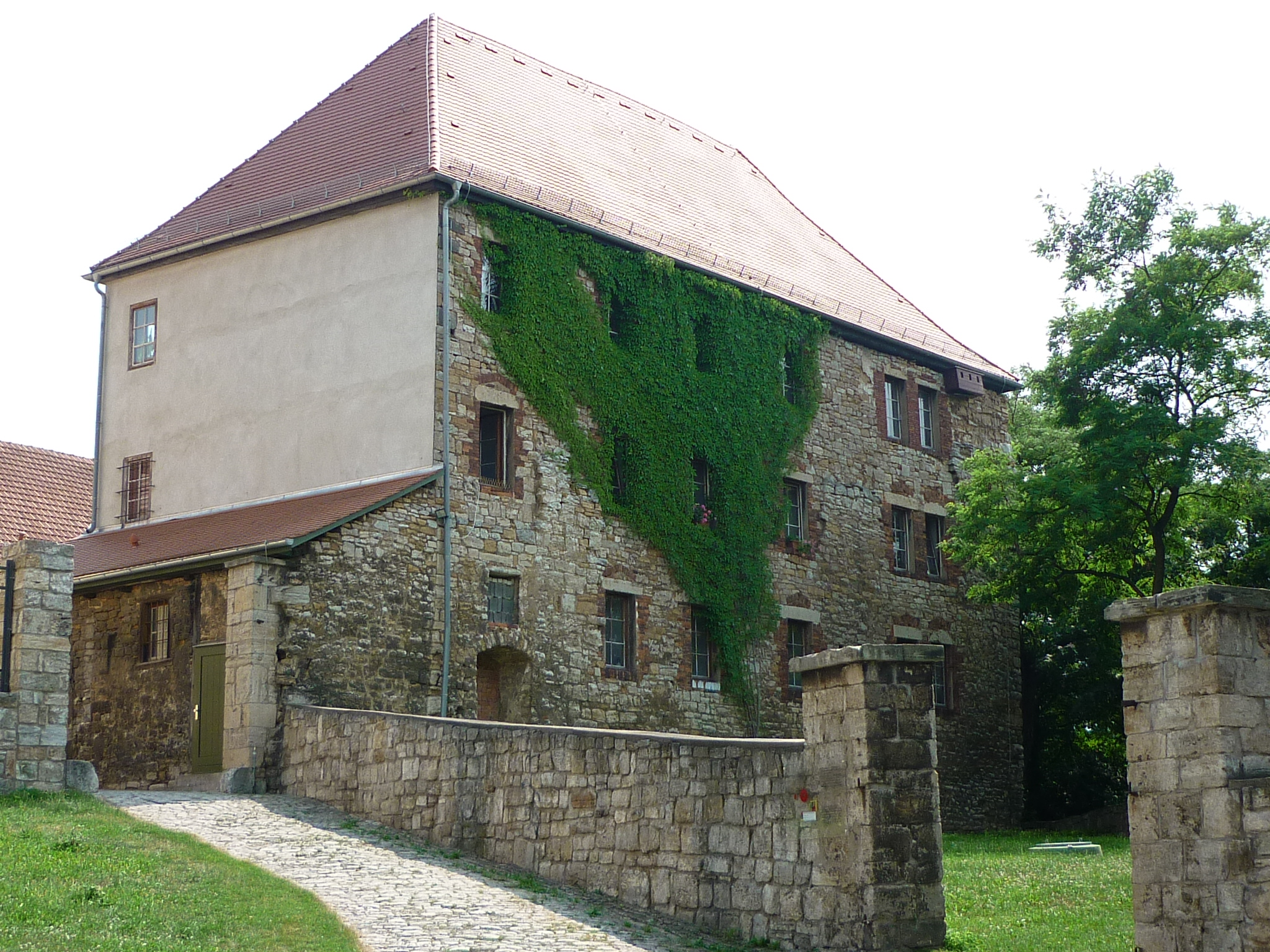
Der Vitzthum-Bau wird als letzter Teil des Schlosses saniert.

Die Stadtachse bildet das Bindeglied zwischen den beiden Kernzonen. Sie erstreckt sich über die gesamte Innenstadt mit Marktplatz, Brauhof, Kantplatz, Melanchthonplatz mit Lutherkirche, Schloss und den restlichen Teil der Fußgängerzone. In diesem Gebiet, welches mit verschiedenen Verbindungswegen von den Besuchern erschlossen werden soll, findet sich auch der Schwerpunkt der Stadt-Blüte (siehe Logo und Leitthema).
Hier soll außerdem ein großer Teil der städtebaulichen Maßnahmen erfolgen, beispielsweise sind vorgesehen:
- Straßenraumgestaltung der Fußgängerzone sowie weiterer Straßen und Plätze der Innenstadt:
  - Goerdelerstraße und Johannisgasse
  - Martinsplatz
  - Ritterstraße und Mönchsgasse
  - Darrplatz und Melanchthonplatz
  - Alexander-Puschkin-Platz
- Verkehrsberuhigung der Bachstraße
- weitere Sanierung von Stadthaus, Lutherkirche und Schloss
- grundlegende Sanierung der Schule „Am Schötener Grund“
- „Sportstättenkomplex Adolf-Aber-Straße“ (Hans-Geupel-Stadion, Freibad, Drei-Felder-Halle)
- Errichtung von Kreisverkehren:
  - am Verkehrsknoten Alexanderstraße/Reuschelstraße
  - am Verkehrsknoten Darrplatz/Tyroffstraße/Bernhardstraße
  - am Verkehrsknoten Bernhardstraße/Robert-Koch-Straße
  - am Verkehrsknoten Bachstraße/Heidenberg (Ausbau des provisorischen Kreisverkehrs)
- Sanierung oder Neuanlage von Denkmälern:
  - „Denkmal für die Opfer des Faschismus“
  - „Friedensdenkmal“ im Schötener Grund

Im Fokus steht hier vor allem die Bahnhofstraße. Der südliche Teil, welcher in den 1980er Jahren zur Fußgängerzone umgebaut wurde, wird wieder für den Verkehr geöffnet, erhält Pkw-Stellplätze, eine Bushaltestelle u. v. m. Insgesamt soll die Bahnhofstraße wieder eine „Flanier-Meile mit Alleecharakter“ werden, wie sie es in früheren Jahren schon oft gewesen ist. In diesem Zusammenhang wird auch der Stadthausvorplatz umgestaltet. Die Verkehrsfläche wird verringert, um den Fußgängern mehr Platz einzuräumen. Außerdem werden die Bushaltestellen aus der August-Bebel-Straße direkt vor dem Stadthaus platziert, um eine bessere Orientierung für Besucher zu ermöglichen. Der Verkehrsfluss aus der Bahnhofstraße wird über die Teichgasse und die Darrstraße auf den Darrplatz geleitet; ausschließlich der Busverkehr darf über den Brückenborn abfahren.

### Logo und Leitthema
Der Logo-Entwurf besteht zum einen aus dem Schriftzug „Blütezeit Apolda - Landesgartenschau 2017“ und zum anderen aus der bildlichen Darstellung eines Korbblütlers. In der Mitte dieses Korbblütlers bilden drei Blütenblätter das „A“ für Apolda, welches auch als Stadtlogo fungiert. Weiterhin symbolisiert es das „Große A“, einen zentralen Bereich in der Altstadt, welcher aus der Luft betrachtet dem Buchstaben A ähnlich sieht und somit für die Stadtachse in der Altstadt von Apolda steht.
Der Schriftzug nimmt auf die Blütezeiten der Stadt Apolda Bezug, welche ebenso durch die farbenfrohe Blüte im Logo symbolisiert werden. In den beiden Kernzonen des Veranstaltungsgeländes erlebt der Besucher vier verschiedene „Blüten“:
- Kultur-Blüte (kulturelle Institutionen und Veranstaltungen)
- Stadt-Blüte (neugestaltete und aufgewertete Innenstadt)
- Spiel-Blüte (sportliche Veranstaltungen; Wasserspiele)
- Natur-Blüte (Erlebnis Natur, vor allem in der Herressener Promenade)

### Verkehrstechnische Anbindung

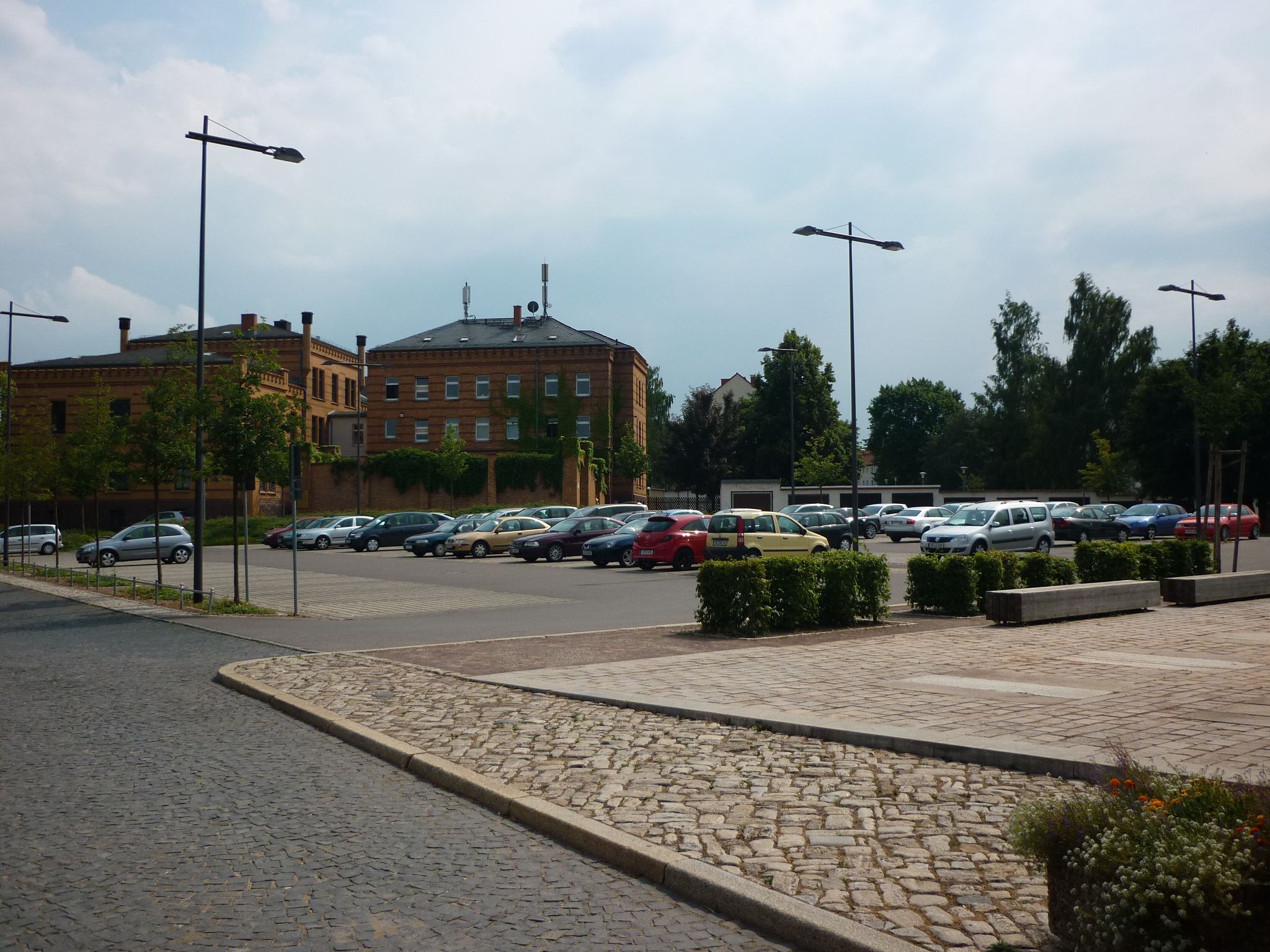
Parkplatz am Schloss Apolda

Auf Grund der zu erwartenden Besucherzahl musste außerdem ein Konzept entwickelt werden, um ausreichend Parkplätze zur Verfügung zu stellen. Hierzu wird zum einen der Parkplatz an der Adolf-Aber-Straße ausgebaut und erweitert. Dies geschieht im Zuge der Begleitmaßnahme „Sportkomplex Adolf-Aber-Straße“; er soll nach der LGS für das Stadtbad, das dann sanierte Hans-Geupel-Stadion und die dann errichtete Drei-Felder-Halle zur Verfügung stehen. Während der LGS soll er den Verkehr aus Richtung Jena aufnehmen. Über eine kleine Brücke erreicht man direkt den Eingang zur Kernzone II. Zum anderen kann auch der Schloss-Parkplatz an der Jenaer Straße genutzt werden. Durch die Umgestaltungen im Rahmen der Begleitmaßnahmen werden zudem dauerhaft zusätzliche Parkmöglichkeiten in der Innenstadt geschaffen, welche auch von LGS-Besuchern genutzt werden können.
Der Verkehr aus Richtung Erfurt und Naumburg wird von der B 87 über die Buttstädter Straße auf den in Planung befindlichen Park-and-Ride-Platz am Bahnhof geleitet. Dieser wird für die LGS ebenfalls erheblich erweitert. Von diesem Punkt aus gelangt man innerhalb weniger Minuten zur Kernzone I. Besucher aus Richtung Bad Sulza und Camburg sollen diesen Parkplatz ebenfalls nutzen.
Reisebusse können ihre Passagiere am Busbahnhof oder am Bahnhof absetzen und sollen im Gewerbepark „B 87“ Apolda parken, um möglichst wenig Stellflächen in der Innenstadt zu besetzen. Bahnreisende erreichen ebenfalls innerhalb kurzer Zeit die Kernzone I, da diese in der Bahnhofstraße und somit nur 250 Meter entfernt vom Bahnhof liegt. Für Radfahrer besteht die Möglichkeit, über die Ringpromenade und den Ilmtal-Radweg die LGS aus allen Richtung zu erreichen, da diese weite Teile der Stadt umschließen, die regionalen Radwege verbinden und zur LGS besser angebunden und beschildert werden.

### Abgeschlossene Begleitmaßnahmen
Seit 2008 wurden, auch ohne Zuschlag für die Landesgartenschau, bereits einige Maßnahmen aus der damaligen Machbarkeitsstudie durchgeführt, um unabhängig vom Zuschlag die Stadtentwicklung voranzutreiben und im Fall der Ausrichtung der LGS die restlichen Projekte noch realisieren zu können. Dabei wurden durch Fördermittel und städtische Anteile bereits 7,7 Mio. Euro investiert. Zu diesen Projekten zählen die Umgestaltung des Marktplatzes, des Topfmarktes, die Sanierung der Lessingschule, der Umbau der ehemaligen Geschwister-Scholl-Schule zum Mehrgenerationenhaus sowie der Ersatzneubau der Kindertagesstätte „Regenbogenhaus“. Weitere 0,9 Mio. Euro wurden in die beiden künftigen Kernzonen investiert, um beispielsweise Grundstücke zu kaufen und Gebäude abzureißen.

## Veranstaltungen

### Thüringentag
Neben der Landesgartenschau findet vom 7.- bis 9. Juni 2017 auch der Thüringentag in Apolda statt.

### Kirche auf der Landesgartenschau

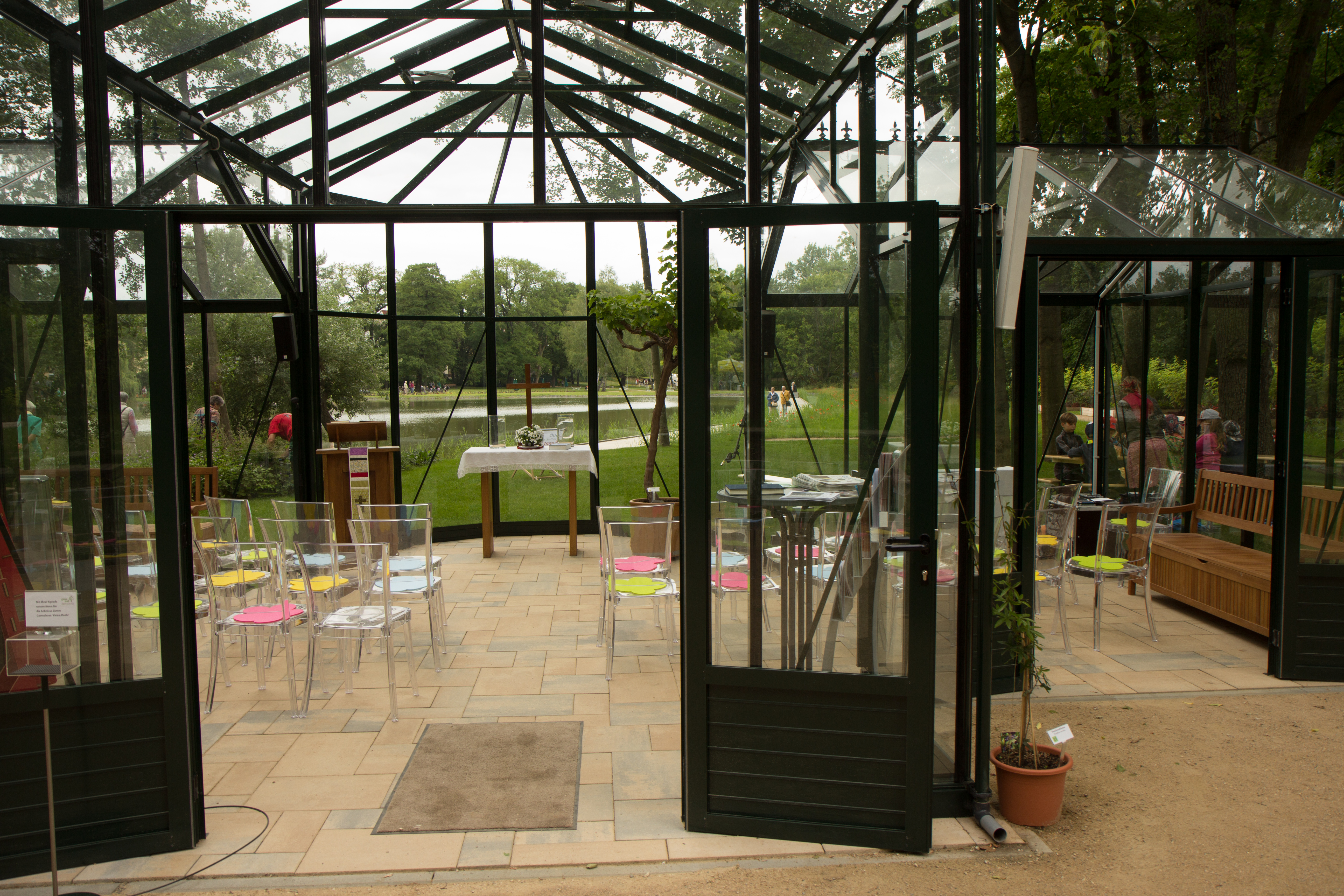
Gottes Gartenhaus

Neben Sonderveranstaltungen sind auch die Kirchen auf der Landesgartenschau vertreten. Unter dem Motto „ganz nah“ präsentiert der Ev. – Luth. Kirchenkreis Apolda-Buttstädt an den 149 Veranstaltungstagen ein umfangreiches Programm. Am Ufer des Friedensteichs lädt die Kirche zu täglichen Andachten, kulturellen Veranstaltungen und Mitmach-Aktionen in „Gottes Gartenhaus“ ein. Neben dem Kirchenkreis wirken weitere Akteure wie die Evangelische Kirche in Mitteldeutschland, die katholische Kirchengemeinde Apolda, Gemeinden unterschiedlicher Konfessionen, benachbarte Kirchenkreise sowie diakonische und karitative Einrichtungen an der Gestaltung des Programms mit.

## Finanzierung und Kosten
Das Gesamtbudget der LGS Apolda 2017 sieht mit Stand vom August 2011 ein Volumen von ca. 59,7 Mio. Euro vor. Dabei wird unterschieden in die Investitionen, die zum einen in die Kernzonen und zum anderen in die Begleitmaßnahmen fließen, sowie in die Kosten für die Durchführung der LGS.
| Art der Investition                   | Höhe der Investition |
| ------------------------------------- | -------------------- |
| Investitionen in die Kernzonen        | ca. 10,1 Mio. Euro   |
| Investitionen in die Begleitmaßnahmen | ca. 41,6 Mio. Euro   |
| Durchführungshaushalt                 | ca. 8 Mio. Euro      |
| Kosten (gesamt)                       | 59,7 Mio. Euro       |

Die Kosten für die beiden Kernzonen verteilen sich zu fast gleichen Teilen auf die Stadt Apolda mit 5,1 Mio. Euro und auf den Freistaat Thüringen mit 5 Mio. Euro. Hieraus werden die genannten Maßnahmen in den Kernzonen finanziert (siehe Kernzone I und Kernzone II).

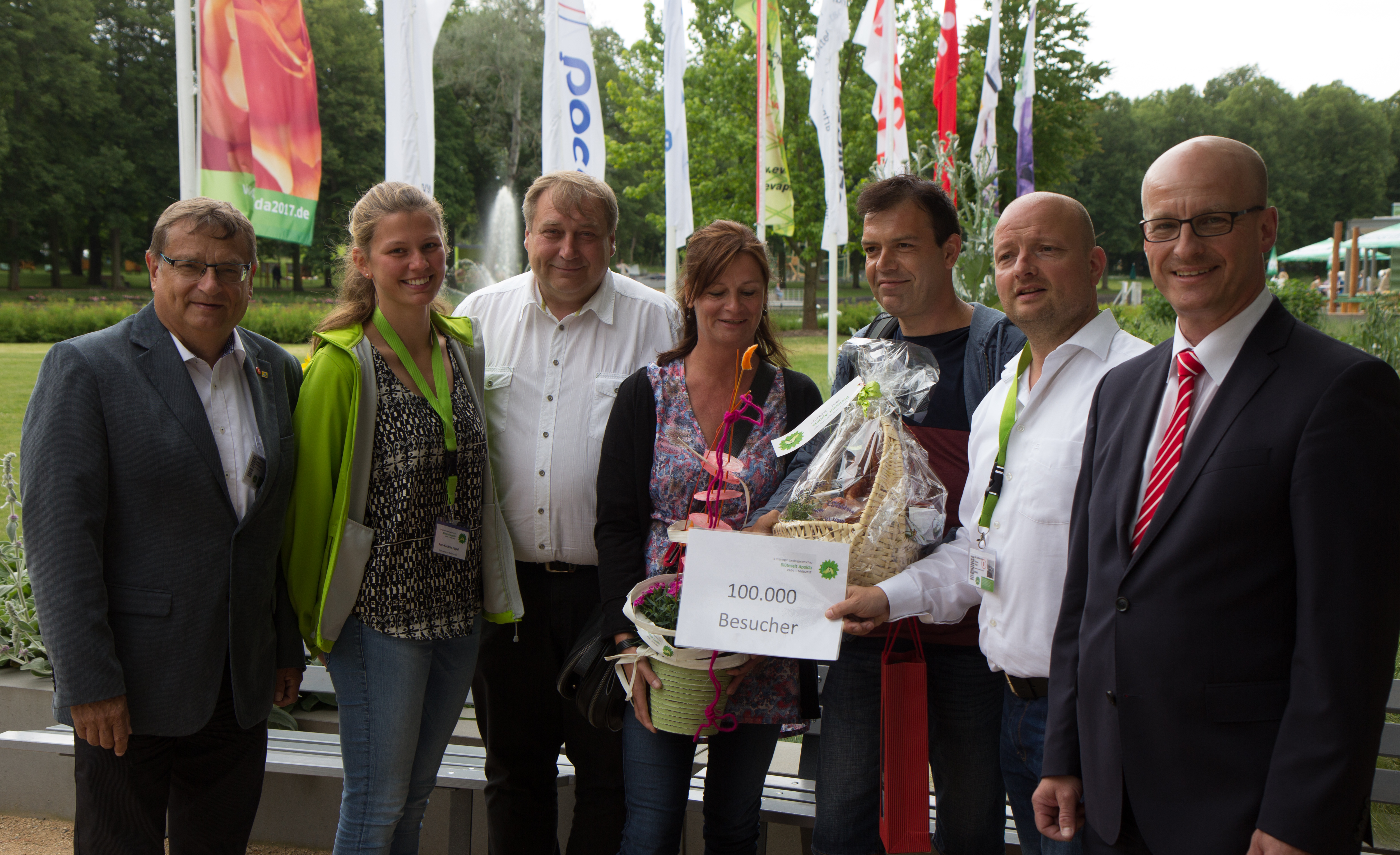
Am 13. Juni konnte der einhunderttausendste Besucher begrüßt werden. (v. l. n. r.) Rüdiger Eisenbrand (Bürgermeister Apolda), Ann-Kathrin Pöpel (Mitarbeiterin LGS), André Jacob (Mitarbeiter LGS), Diane Schütz, Michael Schnepf, Sören Rost (Geschäftsführer LGS) und Albrecht Schütte (Sparkasse Mittelthüringen)

Der Hauptteil der Investitionen erfolgt jedoch in den „Begleitmaßnahmen“, welche eigentlich als Hauptmaßnahmen zu betrachten sind. Auf Grund der bis zum Jahr 2013 laufenden Förderprogramme von Bund und Land sowie der EU sollen die wichtigsten Projekte bis Ende 2013 realisiert werden, um die hohen Förderquoten von durchschnittlich 81 % in Anspruch nehmen zu können. Hierzu zählen die Bahnhofstraße, der Darrplatz i. V. m. dem Melanchthonplatz, der ÖPNV-Verknüpfungspunkt am Bahnhof sowie einige weitere Projekte. Nach 2013 werden Projekte von geringerer Priorität realisiert, bei denen die Förderquote um die 60 % liegt. Insgesamt beläuft sich der städtische Anteil an den Investitionen in die Begleitmaßnahmen auf rund 7,69 Mio. Euro.
In den Durchführungshaushalt fallen unter anderem die Kosten für die Einzäunung der Kernzonen, das Personal, für temporäre Toiletten-Häuschen, Werbung, Souvenirs und vieles mehr. Der „verlorengegangene Zuschuss“ der Stadt für den Durchführungshaushalt richtet sich nach der Zahl der Gäste, welche die LGS besuchen. Dabei wird von rund 350.000 Besuchern ausgegangen, wonach dieser Zuschuss bei ca. 2,71 Mio. Euro liegt. Der Rest soll durch die Eintrittsgelder sowie durch Zuwendungen von Sponsoren abgedeckt werden.
Um den Eigenanteil finanzieren zu können, werden Mittel aus der Rücklage der Stadt entnommen sowie Kreditverpflichtungen eingegangen. Dadurch wird sich die Pro-Kopf-Verschuldung von 535 Euro (2010) auf ungefähr 1000 Euro fast verdoppeln (siehe: Haushalt der Stadt Apolda).

## Bürgerbeteiligung

### Projekt „Bürgerbeirat“
Um den Bürgern der Stadt Apolda die Möglichkeit zu bieten, sich aktiv am Großprojekt LGS zu beteiligen, wurde der „Bürgerbeirat zur Unterstützung der LGS 2017“ ins Leben gerufen. Hier haben Einwohner die Möglichkeit, Fragen zu stellen, Ideen einzubringen, Diskussionen zu führen sowie Einblicke in die Planungen und Vorhaben zu erhalten. Der Bürgerbeirat arbeitet unabhängig von der Stadtverwaltung, dem Stadtrat, den involvierten Ministerien und anderen, an der LGS beteiligten Institutionen.
Es wurden vier Arbeitsgruppen und eine Organisationsgruppe gebildet, welche sich mit den unterschiedlichen Themenbereichen der Landesgartenschau beschäftigen:
- 1. Arbeitsgruppe: Stadtplanung
- 2. Arbeitsgruppe: Soziale und Kulturelle Infrastruktur
- 3. Arbeitsgruppe: Wirtschaft
- 4. Arbeitsgruppe: Durchführung LGS
- Organisationsgruppe

Der Sprecherrat, bestehend aus den „Vorsitzenden“ der Arbeitsgruppen und Organisationsgruppe sowie deren Vertretern, soll die Interessen des Bürgerbeirats nach außen hin vertreten sowie die Arbeit des Beirats koordinieren.

### Bürger-Spaziergänge
Um den Bürgern der Stadt Apolda, aber auch Gästen und Besuchern das Großprojekt Landesgartenschau näher zu bringen, werden durch die „Arbeitsgruppe Landesgartenschau 2017“ die sogenannten „Bürger-Spaziergänge“ angeboten. Bei einem Stadtrundgang werden von Fachleuten der Arbeitsgruppe (u. a. durch verantwortliche Architekten und Stadtplaner, den Kämmerer und den Baumamtsleiter der Stadt) die Maßnahmen und Veranstaltungen in den beiden Kernzonen sowie die Begleitmaßnahmen in der Innenstadt erklärt. Um möglichst viele Teile der Bevölkerung zu erreichen, wurden die Termine bewusst auf verschiedene Wochentage und Uhrzeiten gelegt. Bereits zur Kreismesse 2011 des Weimarer Landes wurden Führungen zur Landesgartenschau 2017 angeboten. Auf Grund der großen Nachfrage (teilweise wurden bis zu 100 Bürger bei einem Spaziergang gezählt), bleibt das Angebot bestehen und wird, genauso wie bisher, in loser Folge fortgesetzt.

### Bürgerversammlungen
Die Bürgerversammlungen dienen, ähnlich wie der Bürgerbeirat, als Instrument der Bürgerbeteiligung. Jedoch sind diese Veranstaltungen eher zur Information und Diskussion gedacht, wohingegen im Bürgerbeirat eine aktive Mitarbeit angestrebt wird.
Den Auftakt zu diesen Bürgerversammlungen bildete die Veranstaltung am 22. Februar 2011 mit dem Titel „Wir haben Sie - Landesgartenschau Apolda 2017“. Hier wurde die vorläufig angepasste Machbarkeitsstudie aus dem Jahr 2008, sowie ein Kostenüberschlag und ein grober Zeitplan vorgestellt. In weiteren Versammlung, u. a. mit der Staatssekretärin des Thüringer Ministerium für Bau, Landesentwicklung und Verkehr, Frau Inge Klaan, wurde über die Chancen und Risiken, über die Finanzierung und die Nachhaltigkeit von Großprojekten informoiert.

### Offener Bürgertreff
Seit Dezember 2012 findet immer am ersten Mittwoch eines Monats der „Offene Bürgertreff“ im Stadtcafé Apolda statt. Hier sollen hauptsächlich Ideen, Anregungen und Kritiken von Leuten gesammelt werden, die nicht an einer Mitarbeit im Bürgerbeirat interessiert sind, aber dennoch ihren Beitrag leisten möchten. Im Gegensatz zu den Bürgerversammlungen wird der Schwerpunkt hier weniger auf die Vorstellung von Maßnahmen und Projekten gelegt, sondern eher auf die offene Diskussion von Seiten der Bürger.